# Figueira Pavão
Figueira Pavão est une localité de l'île de Fogo au Cap-Vert.

## Géographie
Figueira Pavão est située au sud-est de l'île de Fogo, elle fait partie de la municipalité de Santa Catarina do Fogo.
Figueira Pavão est située à 3 km au sud-ouest de Cova Figueira et à 20 km à l'est de São Filipe, la capitale de l'île.
Les localités voisines sont Achada Furna à l'ouest et Estância Roque au nord.

## Population
En 2010, Figueira Pavão comptait 320 habitants et 274 habitants au recensement de 2021.